# ريونوسكي سوغاوارا
ريونوسكي سوغاوارا (باليابانية: 菅原 龍之助) (مواليد 28 يوليو 2000) هو لاعب كرة قدم ياباني.

## وصلات خارجية
- ريونوسكي سوغاوارا على موقع رابطة كرة القدم اليابانية للمحترفين (اليابانية)
- ريونوسكي سوغاوارا على موقع قاعدة بيانات كرة القدم.إي يو (الإنجليزية)
- ريونوسكي سوغاوارا على موقع Soccerway.com (الإنجليزية)
- ريونوسكي سوغاوارا على موقع عالم كرة القدم.نت (الإنجليزية)